# Andrew Albicy
Andrew Albicy (Sèvres, Isla de Francia, 21 de marzo de 1990) es un jugador de baloncesto francés que pertenece a la plantilla del CB Gran Canaria de la Liga ACB. Con 1,78 metros de altura juega en la posición de base. Es internacional absoluto con Francia.

## Trayectoria Profesional

### Inicios
Sus primeros inicios en el baloncesto los tuvo en el Coulommiers Brie Basket, donde estuvo desde 1998 hasta 2002. En 2002 pasó al Marne-la-Vallée Basket Val-Maubuée, donde estuvo hasta 2005. Al finalizar esa temporada el Paris Basket Racing puso sus ojos en él y le fichó para la cantera. En 2007, el Paris Basket Racing se fusionó con el Levallois Sporting Club dando lugar al Paris Levallois Basket, club en que ha estado siete años.

### Paris-Levallois Basket

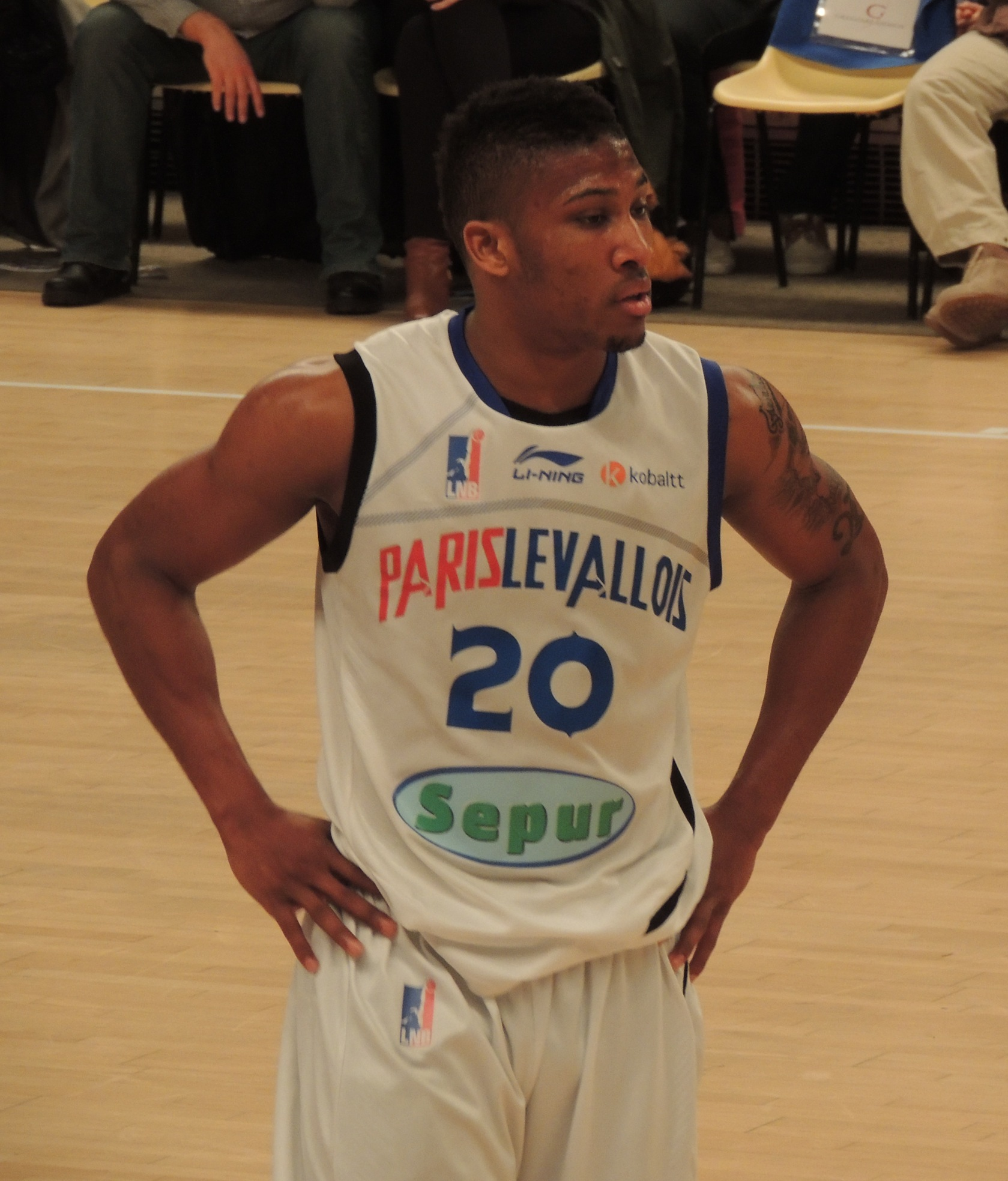
Albicy, con Paris-Levallois en 2011

Debutó en la Pro A con el Paris Basket Racing en la temporada 2006-2007, donde jugó 2 partidos con un promedio de 4,5 puntos y 2 robos. A la siguiente temporada volvió a jugar dos partidos en la Pro A, pero no anotó. Pasó las temporadas 2006-2007 y 2007-2008 mayoritariamente en el filial. 
Jugó la temporada 2008-2009 en la Pro B tras el descenso del equipo. Ya como jugador del primer equipo, disputó 34 partidos de liga con un promedio de 2,5 puntos y 1,1 asistencias en 9 min jugados. Ascendieron de nuevo a la máxima categoría al quedar primeros en liga regular. En los 5 partidos de Play-Offs que disputó, promedió 4,8 puntos, 2,8 rebotes, 3,4 asistencias y 2,4 robos en 29 min jugados.
Las siguientes dos temporadas (2009-2010 y 2010-2011) las jugó en la Pro A, en la primera fue el base suplente de Jimmal Ball y en la segunda ya era el base titular del equipo. Disputó un total de 60 partidos de liga con un promedio de 7,7 puntos, 1,6 rebotes, 3,8 asistencias y 1,4 robos de balón en 24,5 min de media. En Play-Offs jugó 2 partidos con un promedio de 4 puntos, 2,5 rebotes, 4,5 asistencias y 1 robo de balón en 30 min jugados. Su mejor temporada fue la 2010-2011; promedió 11,1 puntos (42% en triples), 1,8 rebotes, 4,5 asistencias y 1,7 robos de balón en 29 min de media.
Fue seleccionado para participar en el All-Star Game de la LNB en 2010 y nombrado Mejor Jugador Joven de la Pro A 2009-2010.
Se presentó al Draft de la NBA de 2010 y al Draft de la NBA de 2011, para borrarse poco después en ambas ocasiones.
En 2010 quedó cuarto en la lucha por ser el Jugador Joven del Año Europeo de la FIBA, por detrás de Jan Veselý, Ricky Rubio y Jonas Valančiūnas.

### BCM Gravelines
En junio de 2011 firmó un contrato por dos años con el BCM Gravelines, pero solo estuvo un año en el equipo, ya que ejecutó su cláusula de salida en junio de 2012. Jugó 27 partidos de liga en los que promedió 11,4 puntos, 2,2 rebotes, 4,1 asistencias y 2,5 robos de balón en 27 min de media, mientras que en los 3 partidos de Play-Offs que jugó, promedió 10,7 puntos, 2 rebotes, 2 asistencias y 2 robos de balón en 29 min jugados. También disputó 12 partidos en la Eurocup 2011-12 con unos promedios de 10 puntos, 2 rebotes, 3,2 asistencias y 1,7 robos de balón en 29,4 min jugados por encuentro.
Fue seleccionado en 2011 para participar en el All-Star Game de la LNB por segunda vez, y a final de temporada fue elegido Mejor Defensor de la Pro A, quedando el 1.º de toda la Pro A en robos de balón. Quedó subcampeón de la Semaine des As al perder en la final por 73-66 contra el Élan Sportif Chalonnais.
Jugó en el verano de 2012 el Adidas Eurocamp. Disputó 3 partidos en los que promedió 4,7 puntos, 3 rebotes, 3,3 asistencias y 3 robo de balón en 18 min de juego por encuentro.

### Retorno al Paris-Levallois Basket
En agosto de 2012 firmó por dos años con el club donde se había formado, el Paris Levallois Basket. Su primera temporada fue mala, considerada por él mismo como la peor de su carrera. En las dos temporadas que disputó con el conjunto parisino jugó un total de 60 partidos de liga, con unos promedios de 8,1 puntos, 2,6 rebotes, 6 asistencias y 2 robos de balón en 29,5 min de media. En su segunda temporada disputó 3 partidos de Play-Offs con una media de 10,7 puntos, 3 rebotes, 3,3 asistencias y 1,3 robos en 23 min jugados. Acabó la temporada 2013-2014 como uno de los mejores pasadores de la liga.
En la temporada 2012-2013 disputó la Eurochallenge. Jugó 15 partidos con una media 11,6 puntos, 2,7 rebotes, 6,4 asistencias y 2,2 robos de balón en 33,4 min jugados. A la temporada siguiente disputó la Eurocup 2013-14, con una media de 8 puntos, 2,3 rebotes, 5 asistencias y 1,8 robos en 27 min de media en los 10 partidos que jugó.
En 2013 ganó la Copa de baloncesto de Francia y el Match des Champions, aparte de ser seleccionado por tercera vez para disputar el All-Star Game de la LNB, donde ganó el concurso de habilidades. Fue el máximo asistente y el mejor ladrón de la Pro A (2.ª vez que lo consigue).

### Vuelta al BCM Gravelines
En julio de 2014 regresó al BCM Gravelines, firmando un contrato por dos años. En su primera temporada ha disputado 34 partidos de liga con un promedio de 11 puntos (32 % en triples), 2,6 rebotes, 5,3 asistencias y 2 robos de balón en 33 min. Fue seleccionado en 2015 por cuarta vez para disputar el All-Star Game de la LNB, siendo nombrado MVP del mismo (12 puntos, 9 rebotes, 21 asistencias y 1 robo). Fue el mejor ladrón de la Pro A por tercera vez en su carrera (2.ª consecutiva).
En su segunda y última temporada con el conjunto francés, jugó 32 partidos de liga y 3 de play-offs, promediando en liga 10,7 puntos (35,8 % en triples), 2,3 rebotes, 6 asistencias y 2,4 robos de balón en 32 min, mientras que en play-offs promedió 15,3 puntos (55 % en triples), 3 rebotes y 5,3 asistencias en 34 min de media. Por cuarta vez fue el mejor ladrón de la Pro A (3.ª consecutiva).
Disputó un total de 66 partidos de liga con el cuadro marítimo entre las dos temporadas, promediando 10,8 puntos (33,9 % en triples), 2,4 rebotes, 5,6 asistencias y 2,2 robos de balón en 32,5 min de media.

### Andorra
El 3 de junio de 2016, el MoraBanc Andorra de la Liga Endesa, anunció su fichaje por dos temporadas, siendo esta su primera experiencia fuera de Francia.

### Rusia y Gran Canaria
El 17 de junio de 2019 firma por el Zenit de San Petersburgo de la VTB United League. 
Tras una temporada en el conjunto ruso, el 25 de julio de 2020 firma por el Club Baloncesto Gran Canaria de la Liga ACB.
El 19 de junio de 2022, se anuncia su renovación con el equipo canario por dos temporadas más una opcional.

## Selección nacional

### Categorías inferiores
Internacional desde categorías inferiores, jugó el Europeo Sub-16 de 2006 en España. el Europeo Sub-18 de 2008 en Grecia, el Mundial Sub-19 de 2009 en Nueva Zelanda y el Europeo Sub-20 de 2010 en Croacia.
En el Europeo Sub-16 de 2006 Francia quedó en 5.ª posición. Albicy jugó 7 partidos con un promedio de 4,6 puntos, 4,4 rebotes, 2,4 asistencias y 1,4 robos de balón en 26,4 min dusputados.
En el Europeo Sub-18 de 2008 Francia quedó en 4.ª posición. Albicy jugó 8 partidos con un promedio de 9,2 puntos, 2,1 rebotes, 5 asistencias y 3,5 robos de balón en 27 min disputados.
En el Mundial Sub-19 de 2009 Francia quedó en 8.ª posición. Albicy jugó 9 partidos con un promedio de 14,4 puntos, 4,2 rebotes, 4,7 asistencias y 3,3 robos de balón en 33 min disputados.
Se colgó la medalla de oro en el Europeo Sub-20 de 2010. Fue nombrado MVP del Europeo y elegido en el Mejor Quinteto del Europeo, aparte de acabar como el mejor asistente y el mejor ladrón. En la final contra la Selección de baloncesto de Grecia hizo un doble-doble. 
Sus números fueron: 9 partidos jugados, 12,3 puntos, 3 rebotes, 6 asistencias, 3,1 robos de balón en 31,3 min de media.

### Selección absoluta
Ese mismo año debutó con la selección absoluta de Francia, participando en el Campeonato Mundial de Baloncesto de 2010 celebrado en Turquía. Fue el jugador más joven de la Selección de baloncesto de Francia con apenas 20 años, sustituyendo a Rodrigue Beaubois. Su mejor partido fue contra España (13 puntos, 3 rebotes y 1 asistencia), ganándole el duelo particular a Ricky Rubio. Francia quedó en 13.ª posición, y Albicy jugó 6 partidos con un promedio de 3,2 puntos, 1 rebote y 1 asistencia en 10,5 min por encuentro.
Participó en 2011 en el London Invitational Tournament, donde Francia quedó campeona. Jugó 5 partidos con una media de 2,8 puntos, 1,8 rebotes, 1,4 asistencias y 1,4 robos de balón en 16,3 min por encuentro.
Formó parte de la selección de baloncesto de Francia que quedó subcampeona del Eurobasket 2011 celebrado en Lituania, tras perder en la final por 98-85 contra España. Disputó 7 partidos con un promedio de 1,6 puntos y 1 asistencia en 8 min por encuentro.
Fue incluido en la primera lista de 24 jugadores para el Mundial de Baloncesto de 2014 celebrado en España, pero poco después fue cortado.
En septiembre de 2019, fue miembro de la selección francesa que obtuvo el bronce en la Copa Mundial de Baloncesto celebrada en China.
En verano de 2021, fue parte de la selección absoluta francesa que participó en los Juegos Olímpicos de Tokio 2020, que ganó la medalla de plata.
En septiembre de 2022 disputó con el combinado absoluto francés el EuroBasket 2022, donde ganaron la plata, al perder la final ante España.
Entre julio y agosto de 2024 fue parte de la selección absoluta de Francia, que disputó los Juegos Olímpicos de París, y que ganó la plata, tras perder la final ante Estados Unidos.